# Balen (Bélgica)
Balen es una localidad y municipio de la provincia de Amberes en Bélgica. Sus municipios vecinos son Leopoldsburg, Ham, Hechtel-Eksel, Lommel, Meerhout y Mol. Tiene una superficie de 72,9 km² y una población en 2019 de 22.618 habitantes, siendo los habitantes en edad laboral el 64% de la población.
El municipio comprende las localidade de Balen y Olmen.

## Demografía

### Evolución
Todos los datos históricos relativos al actual municipio, el siguiente gráfico refleja su evolución demográfica, incluyendo municipios después de efectuada la fusión el 1 de enero de 1977.
| Gráfica de evolución demográfica de Balen entre 1846 y 2020 |
|                                                             |

## Personas notables de Balen
- Tom Boonen, ciclista.
- Théo Mertens, ciclista.
- Frédérique Ries, eurodiputada.